# Chiesa di Santa Maria degli Angeli (Calangianus)
La chiesa di Santa Maria degli Angeli è un edificio religioso situato a Calangianus, centro abitato della Sardegna centrale.
Edificata nel 1705 assieme all'adiacente convento dai padri cappuccini e consacrata al culto cattolico fa parte della parrocchia di Santa Giusta, diocesi di Tempio-Ampurias.

## Galleria d'immagini

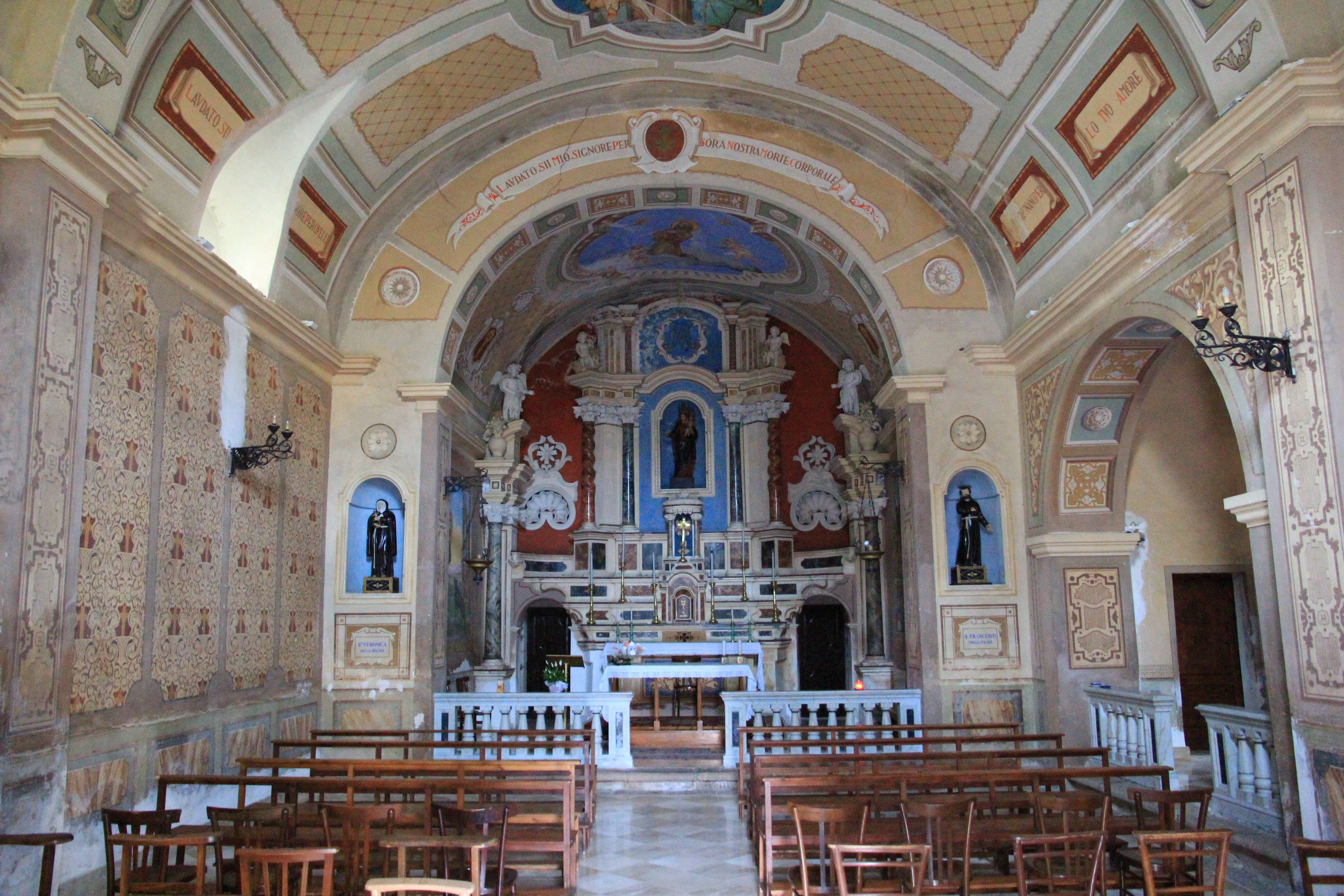
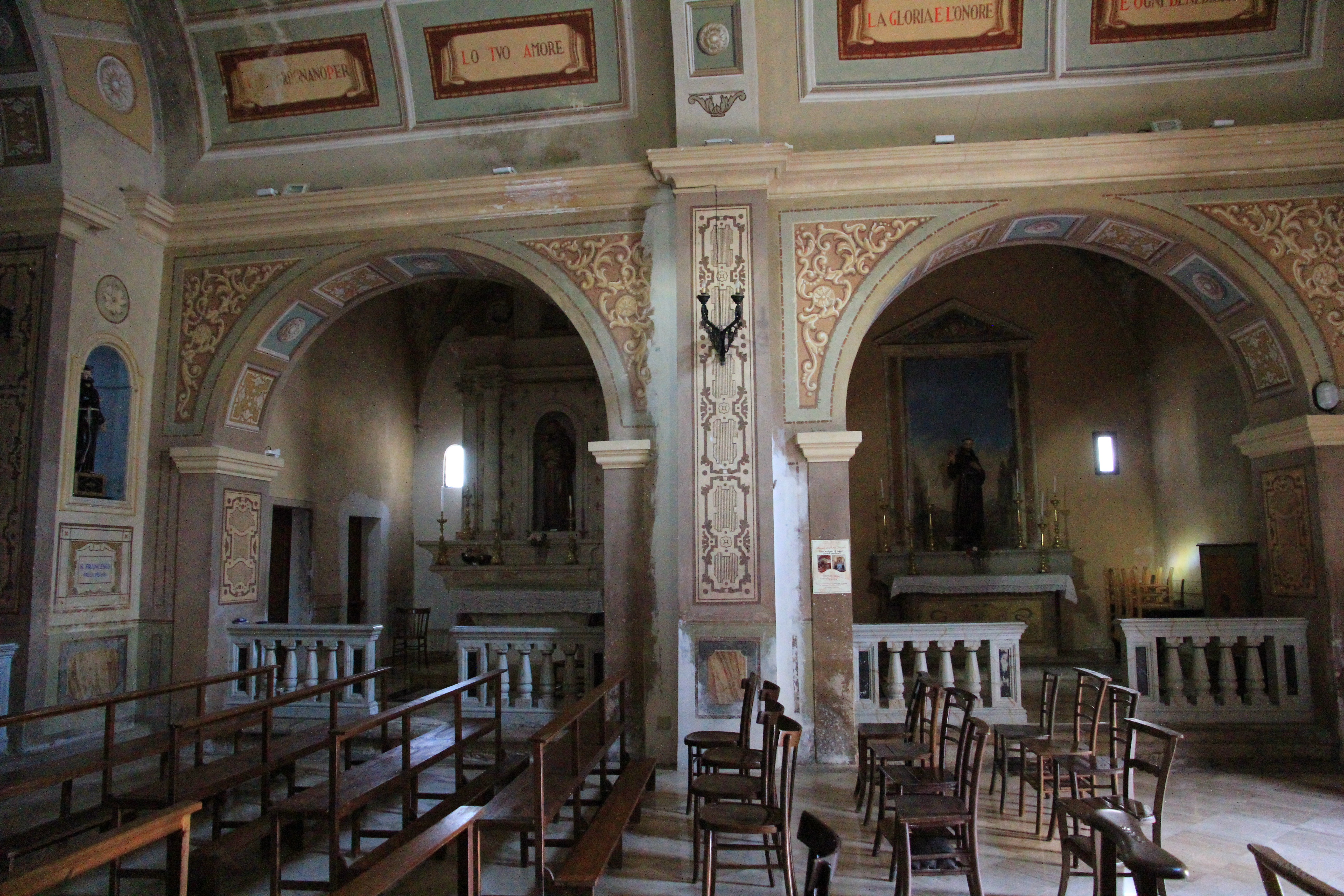
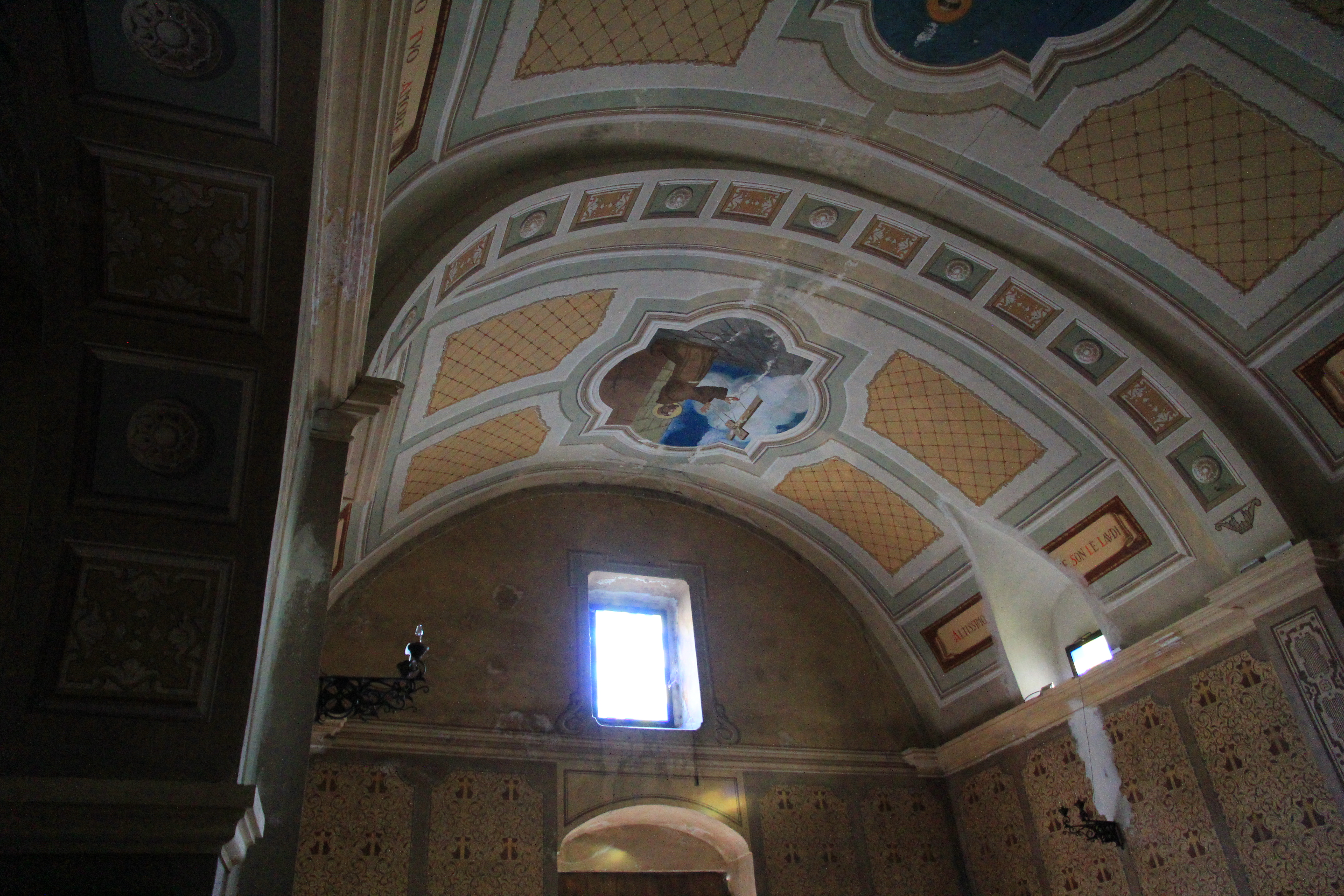
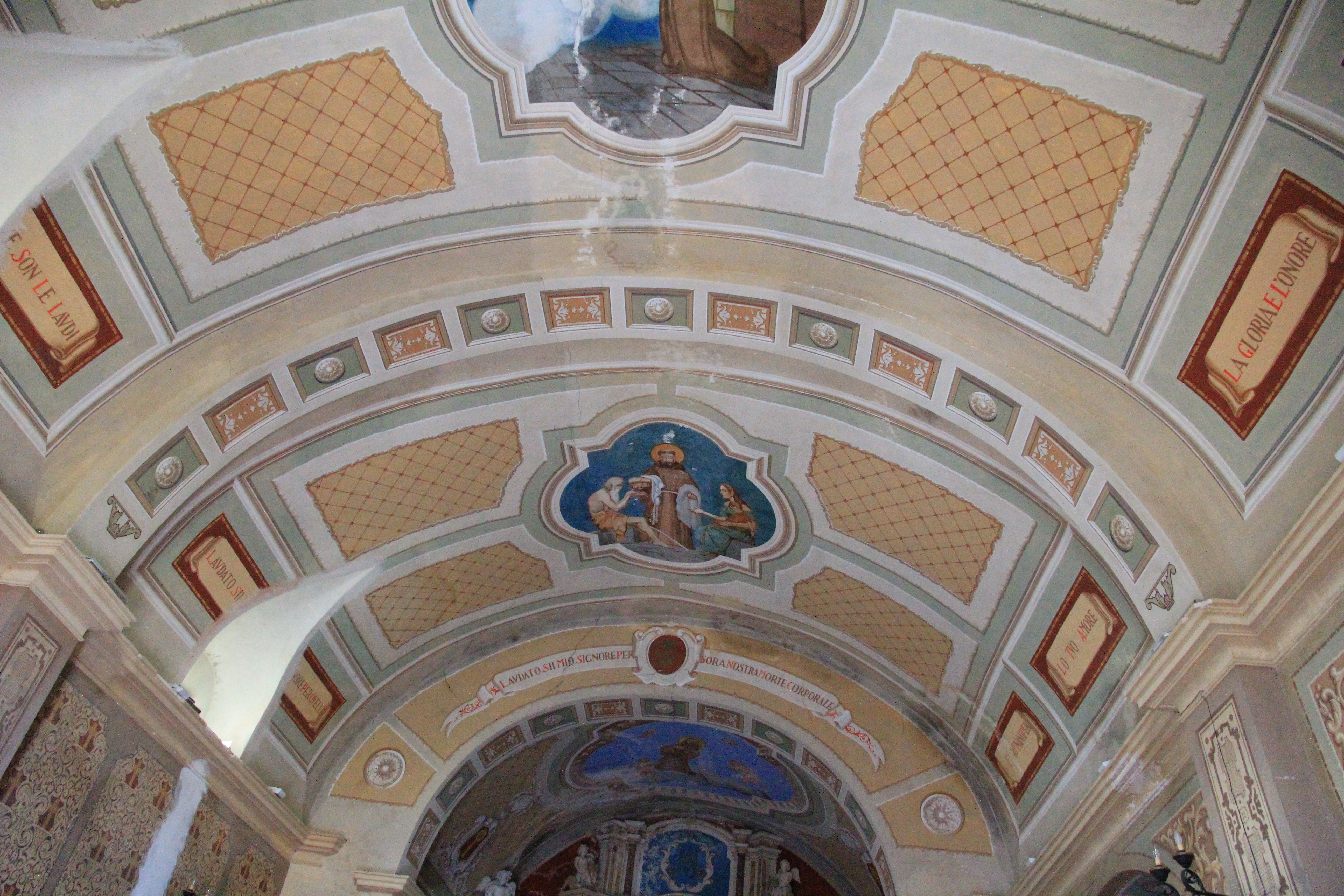